# Usa toda tu fuerza
Usa toda tu fuerza es el quinto álbum de estudio de la banda de nu metal argentina A.N.I.M.A.L.. Fue grabado en los estudios Indigo Ranch de Malibú, Estados Unidos y masterizado en Oasis Mastering. La producción del disco estuvo a cargo de Richard Kaplan y Andrés Giménez.
El disco cuenta con la participación del cantante y bajista de Motörhead, Lemmy Kilmister, en la versión de "Highway to Hell" de AC/DC. Además es el último disco de la banda que cuenta con la participación del bajista Marcelo Corvalán y el baterista Andrés Vilanova.

## Lista de temas
1. «Revolución»
2. «Cuida tu fe»
3. «Usa toda tu fuerza»
4. «Barrio patrón»
5. «Ganar o perder»
6. «Dios»
7. «Choli Rancho»
8. «Vamos por más»
9. «Solo»
10. «Atropello»
11. «Aura»
12. «Highway to Hell» (cover de AC/DC).
13. «El baile de los cholis» (Pista oculta)

## Músicos
- Andrés Giménez: guitarra, voz y batería en El Baile De Los Cholis.
- Marcelo Corvalán: bajo y coros.
- Andrés Vilanova: batería.
- Alejandro Taranto: guitarra en El Baile De Los Cholis,

## Ficha técnica
- Producido por: Richard Kaplan y Andrés Giménez.
- Grabado en: Indigo Ranch Studio Recording (Malibu, CA).
- Masterizado en: Oasis Mastering (Studio City, CA).
- Músicos Invitado: Lemmy Kilmister de (Motörhead), voz en canción n.º 12.